# Beim Buschin

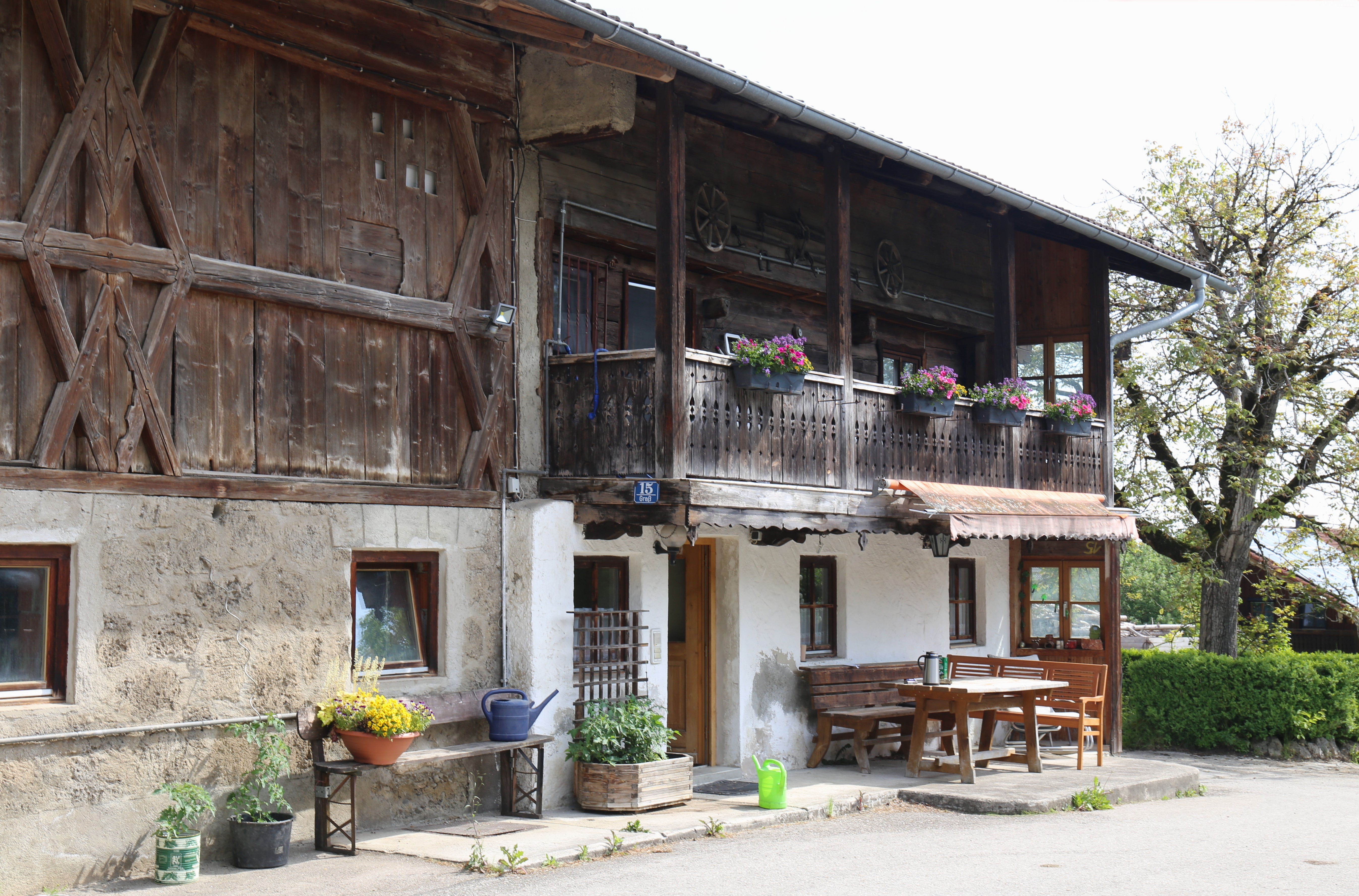
Haus Beim Buschin in Graß

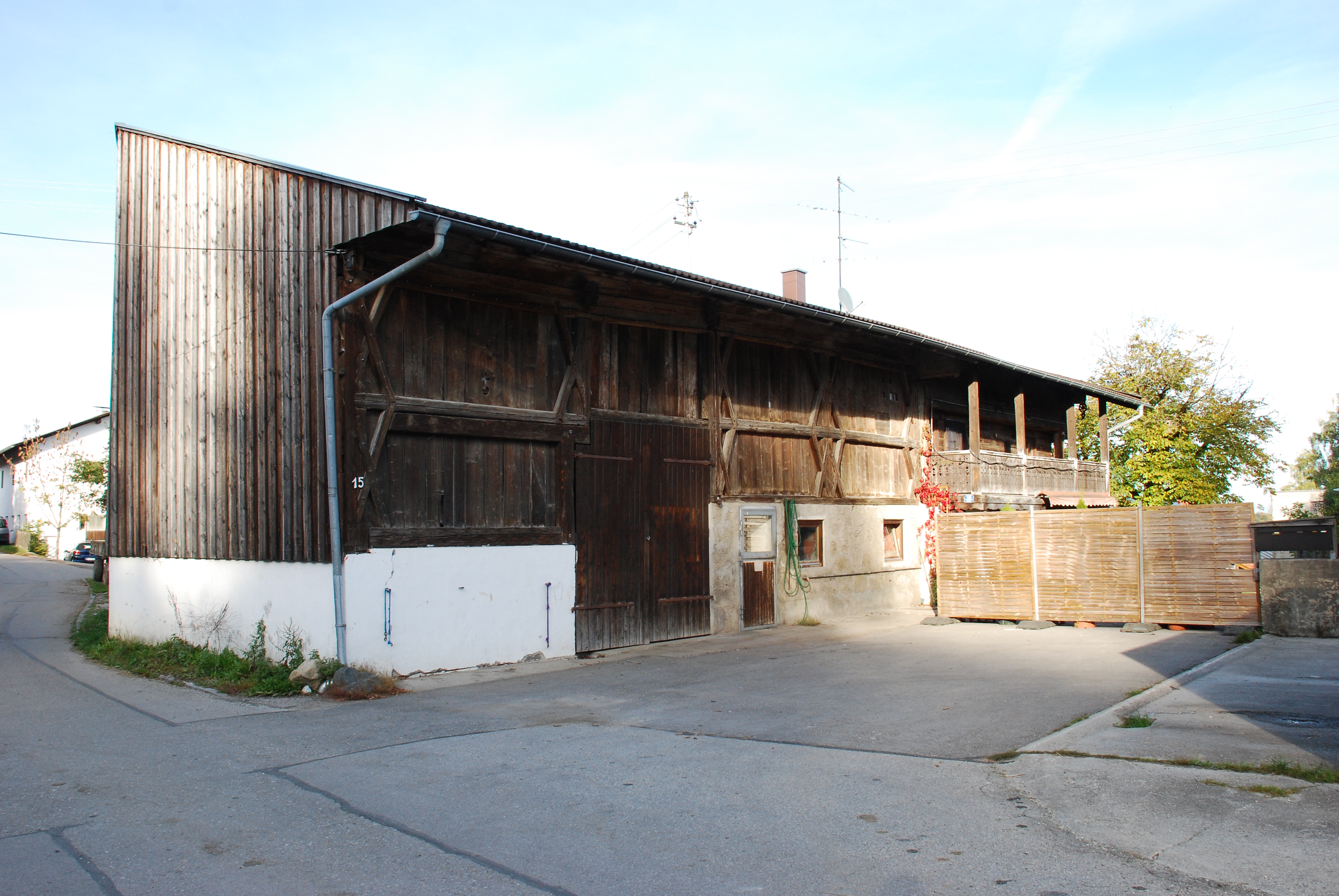
Wirtschaftsteil

Das Bauernhaus Beim Buschin in Graß, einem Gemeindeteil von Aying im oberbayerischen Landkreis München, wurde in der zweiten Hälfte des 18. Jahrhunderts errichtet. Der Einfirsthof mit der Hausnummer Nr. 15 ist ein geschütztes Baudenkmal.
Das zweigeschossige Bauernhaus mit Blockbau-Obergeschoss, flachem Satteldach und traufseitiger Laube besitzt am Wirtschaftsteil Bundwerk. 